# 张李珍
张李珍（1952年5月—），女，山西人，曾任中国人民解放军285医院妇产科主任医师，她带领的妇产科被全国妇联评为先进妇女集体。母亲为全国人大代表申纪兰。

## 生平
中学毕业后，应征入伍，在部队考入解放军第四军医大学，毕业后在山区野战部队医院当医生，后被调任邯郸解放军285医院妇产科主任医师，技术衔为副军级，现已退休。
张李珍被评为军区巾帼建功先进个人，她带领的妇产科也被全国妇联评为先进妇女集体。

## 家庭
张李珍在父母离异后，被寄养给申纪兰。
1978年，张李珍经人介绍与魏忠全结婚，丈夫在285医院的放射科工作。